# Jaume Bonet Serrano
Jaume Bonet Serrano (Valls, Tarragona, España, 24 de mayo de 1957) es un entrenador de fútbol español. Actualmente  trabaja en la Escuela de fútbol de Valls.

## Carrera deportiva
En sus inicios, Jaume Bonet sólo entrenó a dos equipos, el Valls y el Tancat. Al equipo de su pueblo natal lo dirigió cuatro temporadas en Regional Preferente, aunque también estuvo con el juvenil del club. En el Tancat entrenó dos años, y lo subió a Segunda Regional.
La vida en los banquillos de Jaume Bonet ha estado prácticamente siempre ligada al Gimnàstic de Tarragona, donde durante muchos años ejerció de informador, segundo entrenador, e incluso primero. Fue en noviembre de 2001, cuando tras un mal comienzo de temporada del Nàstic, recién ascendido a 2.ªA, Josep María Nogués fue destituido y Bonet ocupó su lugar de forma interina. La idea era que ejerciera de técnico puente, pero su estilo valiente, la buena imagen ofrecida y la insistencia de la plantilla, hicieron que la directiva desistiera en su intención de buscar un recambio.
A punto estuvo de eliminar al Real Madrid en una memorable eliminatoria de Copa del Rey. El Nàstic se impuso 1-0 en la ida con gol de Aitor Karanka en propia puerta, pero cayó por 4-2 en el Bernabéu pese a adelantarse 0-1 y 1-2.
Finalmente, la directiva del Nàstic decidió relevarle del puesto en enero de 2002, ya que el equipo no acababa de despegar. Su sustituto, Carlos Martínez Diarte, no se reveló como la solución pretendida y el Nàstic acabó bajando a 2.ªB.
Jaume Bonet, farmacéutico de profesión, no tendría más experiencias como entrenador hasta la temporada 2005-06, cuando nuevamente llegó a un equipo en apuros, el CE Sabadell (que aquella temporada ya había devorado dos entrenadores). Lo hizo avalado por el director deportivo de la entidad arlequinada, Albert Tomàs, que había estado a sus órdenes en el Nàstic como jugador la temporada 2001-02. Sin embargo, su estancia en la entidad vallesana fue efímera: apenas dos meses y medio estuvo en el banquillo del conjunto catalán, periodo en el cual no logró ninguna victoria. Su sustituto tampoco pudo evitar el descenso a 3.ª.
Tras su estancia en Sabadell, a Jaume Bonet únicamente se le conoce su trabajo en la Escola de Futbol Valls.
En verano de 2009, Bonet llega al banquillo del Club de Futbol Gavà, de Segunda División "B". La experiencia no fue exitosa y el Gavà descendió a Tercera División, decidiendo prescindir de Bonet.
En 2014, se hizo cargo del Futbol Club Santboià en las 6 últimas jornadas de Tercera, sin  poder evitar el descenso del equipo catalán.

## Trayectoria como entrenador
| Club                    | País   | Categoría          | Año       | P  | PG | PE | PP | % v.  |
| ----------------------- | ------ | ------------------ | --------- | -- | -- | -- | -- | ----- |
| Gimnàstic de Tarragona  | España | Segunda División A | 2001-2002 | 13 | 4  | 2  | 7  | 30.77 |
| CE Sabadell             | España | Segunda División B | 2006      | 11 | 0  | 5  | 6  | 0     |
| Escuela de Fútbol Valls | España |                    | 2007-2008 |    |    |    |    |       |
| CF Gavà                 | España | Segunda División B | 2009-2010 | 38 | 7  | 9  | 22 | 18.42 |
| FC Santboià             | España | Tercera División   | 2014      |    |    |    |    |       |